# سری جهانی پی‌پی‌جی ایندی کار ۱۹۹۵
سری جهانی پی‌پی‌جی ایندی کار فصل ۱۹۹۵ (انگلیسی: 1995 PPG Indy Car World Series) که هفدهمین رویداد در دوران کارت در مسابقات خودروهای چرخ‌باز ایالات متحده آمریکا بود، از ۱۷ مسابقه تشکیل شده‌بود و از ۵ مارس در میامی، فلوریدا آغاز شده و در ۱۰ سپتامبر در مونته‌ری، کالیفرنیا پایان یافت.